# منسج هاترسلي
منسج هاترسلي (بالإنجليزية: Hattersley loom)‏ هو منسج طورته شركة جورج هاترسلي وأبناؤه [الإنجليزية] في كيغلي [الإنجليزية] في يوركشير الغربي بإنكلترا. أسس ريتشارد هاترسلي الشركة في 1784 هو وابنه جورج هاترسلي وقامت الشركة بتطوير عدة مناسج مبتكرة إلى أن وصلت إلى مناسج هاترسلي (1921) الذي حقق نجاحًا باهرًا.

## اقرأ أيضا
جيو هاترسلي [الإنجليزية]